# National Health Service
National Health Service (NHS) är den statliga organisation som ansvarar för den offentliga sjukvården i Storbritannien. Den består av fyra separata statliga myndigheter: för England, Skottland, Wales och Nordirland. I Nordirland heter dock organisationen inte NHS utan HSC (Health & Social Care) sedan 2009, då man där skapade en gemensam organisation för sjukvård och socialvård. 
NHS skapades 1948 av Clement Attlees Labourregering. Vården är helt kostnadsfri för personer bosatta i Storbritannien.
NHS var 2015 världens femte största arbetsgivare, med 1,6 miljoner direktanställda eller inkomstberoende personer (personal tillhandahållen av agenturer samt personalen vid de privatägda men NHS-betalade vårdcentralerna).